# La Valle (Wisconsin)
La Valle és una població dels Estats Units a l'estat de Wisconsin. Segons el cens del 2000 tenia 326 habitants.

## Demografia
Segons el cens del 2000, La Valle tenia 326 habitants, 132 habitatges, i 88 famílies. La densitat de població era de 299,7 habitants per km².
Dels 132 habitatges en un 28% hi vivien nens de menys de 18 anys, en un 53,8% hi vivien parelles casades, en un 9,1% dones solteres, i en un 32,6% no eren unitats familiars. En el 24,2% dels habitatges hi vivien persones soles el 18,9% de les quals corresponia a persones de 65 anys o més que vivien soles. El nombre mitjà de persones vivint en cada habitatge era de 2,47 i el nombre mitjà de persones que vivien en cada família era de 2,92.
Per edats la població es repartia de la següent manera: un 23,9% tenia menys de 18 anys, un 7,1% entre 18 i 24, un 31,9% entre 25 i 44, un 17,5% de 45 a 60 i un 19,6% 65 anys o més.
L'edat mediana era de 38 anys. Per cada 100 dones de 18 o més anys hi havia 89,3 homes.
La renda mediana per habitatge era de 36.250 $ i la renda mediana per família de 42.000 $. Els homes tenien una renda mediana de 31.953 $ mentre que les dones 19.167 $. La renda per capita de la població era de 16.823 $. Cap de les famílies i el 3,1% de la població estaven per davall del llindar de pobresa.

## Poblacions més properes
El següent diagrama mostra les poblacions més properes.